# Червенокрака чайка
Червенокраката чайка (Rissa brevirostris) е вид птица от семейство Чайкови (Laridae). Видът е световно застрашен, със статут Уязвим.

## Разпространение
Видът е разпространен в Канада, Русия и САЩ.